# Episodi di Paradise Police (quarta stagione)
La quarta stagione della serie animata Paradise Police, composta da 10 episodi, è stata interamente pubblicata da Netflix il 16 dicembre 2022, in tutti i territori in cui il servizio è disponibile.
| n° | Titolo originale      | Titolo italiano | Pubblicazione USA | Pubblicazione Italia             |
| -- | --------------------- | --------------- | ----------------- | -------------------------------- |
| 1  | The Brozone Lair      |                 | 16 dicembre 2022  | La brozona                       |
| 2  | Diddy's Home          |                 | 16 dicembre 2022  | Diddiy è a casa                  |
| 3  | A Star Is Porn        |                 | 16 dicembre 2022  | A star is porn                   |
| 4  | Good Jeans            |                 | 16 dicembre 2022  | Che belli questi jeans!          |
| 5  | The Shartist          |                 | 16 dicembre 2022  | L'artista di m***a               |
| 6  | The Butt Cut          |                 | 16 dicembre 2022  | La versione anale                |
| 7  | Boat!                 |                 | 16 dicembre 2022  | Barca!                           |
| 8  | King of the Norf      |                 | 16 dicembre 2022  | Il re dei Norf                   |
| 9  | Sack to the Future    |                 | 16 dicembre 2022  | Alla ricerca delle palle perdute |
| 10 | The Eternal Reckoning |                 | 16 dicembre 2022  | Giudizio finale                  |